# Tolo TV
Tolo TV (persisch تلویزیون طلوع, lit. „Sonnenaufgang“) ist der Name eines afghanischen Fernsehsenders. Der Sender überträgt landesweit Nachrichten und allgemeine Unterhaltungsprogramme. Der Inhaber ist die Familie Mohseni. Saad Mohseni und seine drei Geschwister sind alle australische Unternehmer mit Wurzeln in Afghanistan. Tolo TV wurde im Oktober 2004 als erste kommerzielle Fernsehstation Afghanistans gestartet und ist heute der führende afghanische private Fernsehkanal.
Dies wurde zuletzt von einer unabhängigen Studie bestätigt. Demnach hält Tolo TV einen Marktanteil von 45 % in Afghanistan, gefolgt von Ariana Television mit 18 %.
Tolo TV wurde 2004 mit etwas Hardware-Unterstützung von USAID begonnen. Seitdem ist keine andere Form der Unterstützung zur Verfügung gestellt worden. Tolo TV hat die komplette TV-Produktion ihrer Schwesterfirma Kaboora übertragen, die für alle Sender innerhalb der Senderfamilie die Inhalte bereitstellt. Der im Juli 2010 an den Start gegangene 24-stündige Nachrichtensender Tolonews liefert sämtliche Nachrichten und politische Sendungen zu.
TV Tolo hat inzwischen einige international bekannte Formate produziert. So wird gerade die sechste Staffel von Afghan Star (ähnlich „Deutschland sucht den Superstar“) ausgestrahlt und sorgt seit dem Start vor sechs Jahren für enorme Resonanz innerhalb des Landes. Abgestimmt wird ausschließlich über SMS. Da nahezu jeder zweite Afghane über ein Handy mit Prepaid-Funktion verfügt, beteiligen sich nach Unternehmensangaben tausende Afghanen an den Abstimmungen.
Außerdem produziert TV Tolo seit 2007 die TV-Serie Rāẓhāye Īn Ḫāna (راز های این خانه, lit. „Geheimnisse dieses Hauses“). Diese wird wöchentlich ausgestrahlt und war die erste und einzige Serie, die in Afghanistan produziert wurde. Sie wurde 2009 auf dem Sundance Festival mit einem Sonderpreis ausgezeichnet. Inzwischen hat Tolo weitere Serien wie Eagle 4 (eine afghanische Serie über ein Polizei-Sonderkommando, gedreht im Dokustil) und Beshte Khomush in Afghanistan produziert und abgestrahlt. Mit der Show Deal or No Deal hat ein erstes internationales Spielshow-Format in Afghanistan Einzug gehalten.
Mit der weltweit exklusiven Übertragung des Konzerts des afghanischen Popstars Farhad Darya in Mazar e-Sharif im Rahmen des TV-Tolo-Eid-Programms am 17. November 2010, ist erstmals ein reines Frauenkonzert in Afghanistan produziert worden. Nach Veranstalterangaben kamen 18.000 Frauen und Mädchen zum Popkonzert und tanzten ausgelassen vor der riesigen aus Deutschland eingeflogenen Konzertbühne.